# The Jackie Robinson Story
Thé Jáćḱíé Ŕóbíńśóń Śtóŕý es una película biográfica de 1950 dirigida por Alfred E. Green y protagonizada por Jackie Robinson como él mismo. Además contó con las actuaciones de Ruby Dee y Minor Watson.
La película se centra en la lucha de Robinson contra el abuso de los fanáticos mientras se convierte en el primer jugador afroamericano de Grandes Ligas de Béisbol de la era moderna. La película está basada en parte en la propia autobiografía de Robinson, "My Own Story".

## Trama

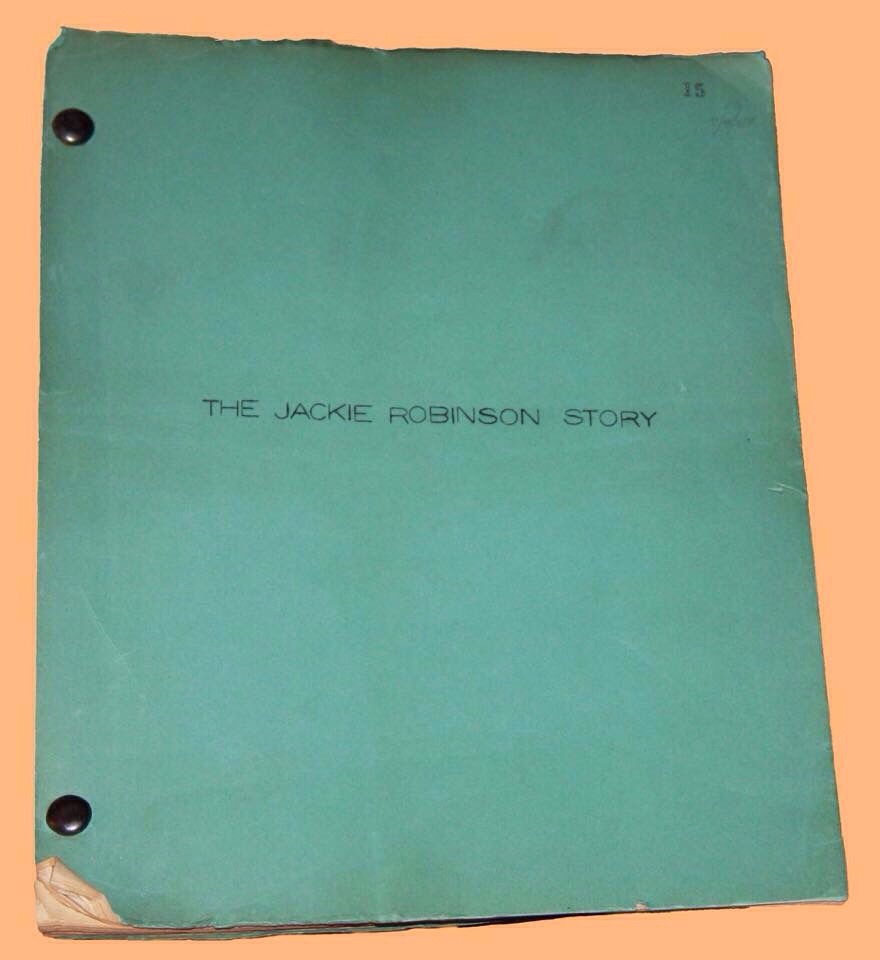
Archivo original del guion de la película

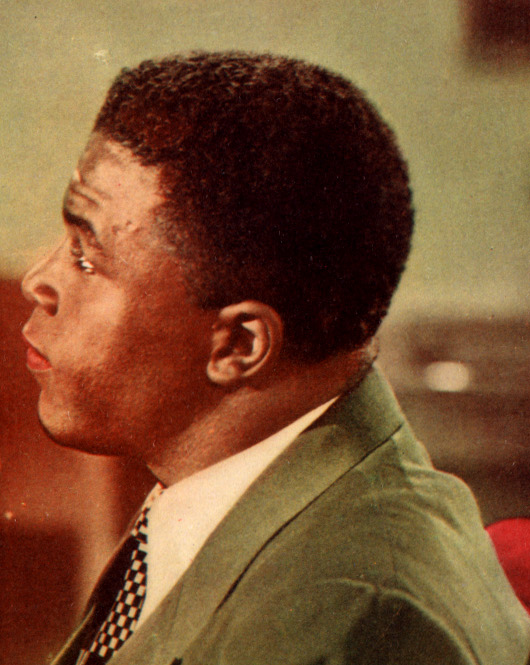
Foto publicada en 1950 promocionando The Jackie Robinson Story, con Jackie Robinson (como el mismo)

La película comienza con Robinson cuando era niño. Un extraño le regala un guante de béisbol gastado, impresionado por sus habilidades en el fildeo. De joven, se convierte en una estrella multideportiva en UCLA, pero a medida que se acerca la graduación, se preocupa por su futuro. Su hermano mayor Mack también fue un destacado atleta universitario y graduado, pero el único trabajo que pudo conseguir fue el de un humilde limpiador de calles .
Cuando Estados Unidos entra en la Segunda Guerra Mundial , Robinson es reclutado y se desempeña como director atlético. Posteriormente, juega béisbol con un equipo afroamericano profesional. Sin embargo, los constantes viajes lo mantienen alejado de su novia de la universidad.

## Reparto
- Jackie Robinson como el mismo
- Ruby Dee como Rachel Robinson
- Minor Watson como Branch Rickey
- Louise Beavers como la madre de  Jackie
- Dick Lane como Clay Hopper
- Harry Shannon como Frank Shaughnessy ( "Charlie" en los créditos finales)
- Ben Lessy como Shorty
- Bill Spaulding como el mismo
- Billy Wayne como Clyde Sukeforth
- Joel Fluellen como Mack Robinson
- Bernie Hamilton como Ernie
- Kenny Washington como Manager
- Pat Flaherty como Karpen
- Larry McGrath como Umpire
- Emmett Smith como Catcher
- Howard Louis MacNeely como Jackie joven
- George Dockstader como Bill
- Dick Williams

## Recepción
Incluso durante su estreno inicial, en la era de la segregación racial, la película recibió elogios de la crítica y obtuvo buenos resultados en taquilla. La película no fue tan popular como se pensaba originalmente, pero aun así fue rentable.